# US Open-mesterskabet i mixed double 2022
US Open-mesterskabet i mixed double 2022 var den 130. turnering om US Open-mesterskabet i mixed double. Turneringen var en del af US Open 2022 og blev spillet i USTA Billie Jean King National Tennis Center i New York City, USA i perioden 31. august - 10. september 2022 med deltagelse af 32 par.
Mesterskabet blev vundet af Storm Sanders og John Peers, som i finalen besejrede Kirsten Flipkens og Édouard Roger-Vasselin med 4-6, 6-4, [10-7], og som dermed blev de første australske vindere af US Open-mesterskabet i mixed double, siden Rennae Stubbs og Todd Woodbridge vandt titlen i 2001. Alle fire finalister var i deres første grand slam-finale i mixed double, og Sanders og Peers vandt følgelig deres første grand slam-titel i mixed double i deres første turnering som makkere. For Sanders og Flipkens var det endvidere deres første grand slam-finale i det hele taget, og følgelig var sejren Sanders' første grand slam-titel på tværs af rækkerne. John Peers vandt sin anden grand slam-titel i alt, da han tidligere også havde vundet en herredoubletitel med Henri Kontinen som makker.
Desirae Krawczyk og Joe Salisbury var forsvarende mestre, men Joe Salisbury stillede ikke op til sit titelforsvar. I stedet spillede Krawczyk sammen med Neal Skupski, men det topseedede amerikansk-britiske par tabte i anden runde til wildcard-modtagerne Catherine McNally og William Blumberg.
Efter Ruslands invasion af Ukraine tidligere på året tillod tennissportens styrende organer, WTA, ATP, ITF og de fire grand slam-turneringer, at spillere fra Rusland og Hviderusland fortsat kunne deltage i turneringer på ATP Tour og WTA Tour, men de kunne indtil videre ikke stille op under landenes navne eller flag, og spillerne fra de to lande deltog derfor i turneringen under neutralt flag.

## Pengepræmier
Den samlede præmiesum til spillerne i mixed double androg $ 667.700 (ekskl. per diem), hvilket var en stigning på knap 5 % i forhold til den foregående turnering i 2021.
| Resultat               | Pengepræmier | Pengepræmier | Ændring ift. 2021 |
| Resultat               | Pr. par      | Total        | Ændring ift. 2021 |
| ---------------------- | ------------ | ------------ | ----------------- |
| Vindere (1)            | $ 163.000    | $ 163.000    | +1,9 %            |
| Finalister (1)         | $ 81.500     | $ 81.500     | +4,5 %            |
| Semifinalister (2)     | $ 42.000     | $ 84.000     | +5,0 %            |
| Kvartfinalister (4)    | $ 23.200     | $ 92.800     | +5,5 %            |
| Tabere i 2. runde (8)  | $ 14.200     | $ 113.600    | +6,0 %            |
| Tabere i 1. runde (16) | $ 8.300      | $ 132.800    | +6,4 %            |
| Samlet præmiesum       | -            | $ 667.700    | +4,7 %            |

## Turnering

### Deltagere
Turneringen havde deltagelse af 32 par, der var fordelt på:
- 24 direkte kvalificerede par i form af deres ranglisteplacering.
- 8 par, der havde modtaget et wildcard.

#### Seedede spillere
De 8 bedste par blev seedet:
| Seedning | Rang. | Spiller                        | Resultat       |
| -------- | ----- | ------------------------------ | -------------- |
| 1        |       | Desirae Krawczyk Neal Skupski  | Anden runde    |
| 2        |       | Zhang Shuai Mate Pavić         | Semifinalister |
| 3        |       | Giuliana Olmos Marcelo Arévalo | Første runde   |
| 4        |       | Storm Sanders John Peers       | Mestre         |
| 5        |       | Jessica Pegula Austin Krajicek | Anden runde    |
| 6        |       | Yang Zhaoxuan Rohan Bopanna    | Første runde   |
| 7        |       | Ellen Perez Michael Venus      | Anden runde    |
| 8        |       | Demi Schuurs Matwé Middelkoop  | Første runde   |

#### Wildcards
Otte par modtog et wildcard til turneringen.
| Par                                | Resultat       |
| ---------------------------------- | -------------- |
| Alycia Parks Christopher Eubanks   | Første runde   |
| Catherine McNally William Blumberg | Semifinalister |
| Catherine Harrison Robert Galloway | Første runde   |
| Bernarda Pera Jackson Withrow      | Anden runde    |
| Robin Montgomery Nicholas Monroe   | Første runde   |
| Jaeda Daniel Richard Ciamarra      | Første runde   |
| Madison Keys Bjorn Fratangelo      | Anden runde    |
| Louisa Chirico Bradley Klahn       | Første runde   |

### Resultater
| Desirae Krawczyk |
| Neal Skupski     |

| Alycia Parks        |
| Christopher Eubanks |

| Desirae Krawczyk |
| Neal Skupski     |

| Catherine McNally |
| William Blumberg  |

| Catherine McNally |
| William Blumberg  |

| Viktorija Azarenka |
| Thanasi Kokkinakis |

| Catherine McNally |
| William Blumberg  |

| Jeļena Ostapenko     |
| David Vega Hernández |

| Jeļena Ostapenko     |
| David Vega Hernández |

| Ljudmyla Kitjenok |
| Rafael Matos      |

| Jeļena Ostapenko     |
| David Vega Hernández |

| Laura Siegemund |
| Jamie Murray    |

| Ellen Perez   |
| Michael Venus |

| Ellen Perez   |
| Michael Venus |

| Catherine McNally |
| William Blumberg  |

| Storm Sanders |
| John Peers    |

| Storm Sanders |
| John Peers    |

| Catherine Harrison |
| Robert Galloway    |

| Storm Sanders |
| John Peers    |

| Bernarda Pera   |
| Jackson Withrow |

| Bernarda Pera   |
| Jackson Withrow |

| Alexa Guarachi   |
| Harri Heliövaara |

| Storm Sanders |
| John Peers    |

| Leylah Fernandez |
| Jack Sock        |

| Leylah Fernandez |
| Jack Sock        |

| Kimberley Zimmermann |
| Tim Pütz             |

| Leylah Fernandez |
| Jack Sock        |

| Gabriela Dabrowski |
| Max Purcell        |

| Gabriela Dabrowski |
| Max Purcell        |

| Yang Zhaoxuan |
| Rohan Bopanna |

| Storm Sanders |
| John Peers    |

| Jessica Pegula  |
| Austin Krajicek |

| Kirsten Flipkens       |
| Édouard Roger-Vasselin |

| Robin Montgomery |
| Nicholas Monroe  |

| Jessica Pegula  |
| Austin Krajicek |

| Samantha Stosur |
| Matthew Ebden   |

| Samantha Stosur |
| Matthew Ebden   |

| Andreja Klepač    |
| Santiago González |

| Samantha Stosur |
| Matthew Ebden   |

| Nicole Melichar-Martinez |
| Kevin Krawietz           |

| Kirsten Flipkens       |
| Édouard Roger-Vasselin |

| Alizé Cornet  |
| Nicolas Mahut |

| Nicole Melichar-Martinez |
| Kevin Krawietz           |

| Kirsten Flipkens       |
| Édouard Roger-Vasselin |

| Kirsten Flipkens       |
| Édouard Roger-Vasselin |

| Giuliana Olmos  |
| Marcelo Arévalo |

| Kirsten Flipkens       |
| Édouard Roger-Vasselin |

| Demi Schuurs     |
| Matwé Middelkoop |

| Zhang Shuai |
| Mate Pavić  |

| Lucie Hradecká |
| Łukasz Kubot   |

| Lucie Hradecká |
| Łukasz Kubot   |

| Ena Shibahara |
| Franko Škugor |

| Ena Shibahara |
| Franko Škugor |

| Kristina Mladenovic |
| Nikola Mektić       |

| Ena Shibahara |
| Franko Škugor |

| Jaeda Daniel     |
| Richard Ciamarra |

| Zhang Shuai |
| Mate Pavić  |

| Madison Keys     |
| Bjorn Fratangelo |

| Madison Keys     |
| Bjorn Fratangelo |

| Louisa Chirico |
| Bradley Klahn  |

| Zhang Shuai |
| Mate Pavić  |

| Zhang Shuai |
| Mate Pavić  |